# Pop-Pie a la Mode
 (mai 2017).
Si vous disposez d'ouvrages ou d'articles de référence ou si vous connaissez des sites web de qualité traitant du thème abordé ici, merci de compléter l'article en donnant les références utiles à sa vérifiabilité et en les liant à la section « Notes et références ».
Pour plus de détails, voir Fiche technique et Distribution.
Pop-Pie a la Mode est un dessin animé de Popeye réalisé par Izzy Sparber, mettant en scène Popeye et sorti en 1945.